# Eoscarta limbipennis
Eoscarta limbipennis är en insektsart som beskrevs av Jacobi 1905. Eoscarta limbipennis ingår i släktet Eoscarta och familjen spottstritar. Inga underarter finns listade i Catalogue of Life.